# He's Just Not That Into You
He's Just Not That Into You is een romantische filmkomedie onder regie van Ken Kwapis. Het verhaal hiervan is gebaseerd op dat uit het boek He's Just Not That Into You: The No-Excuses Truth to Understanding Guys (2005) van Greg Behrendt en Liz Tuccillo. De film werd genomineerd voor een People's Choice Award in de categorie 'favoriete komedie'.
De film ging op 16 april 2009 in première in Nederland, in België zes dagen later. De Amerikaanse release was twee maanden daarvoor.

## Verhaal

### Proloog
Een kleutermeisje dat tijdens het spelen wordt geplaagd door een jongetje, krijgt van haar moeder de uitleg dat jongetjes die een meisje plagen, haar eigenlijk leuk vinden. Volgens de commentaarstem is dat het eerste misverstand dat ervoor zorgt dat meisjes de rest van hun leven met een interpretatieprobleem zitten. Ze analyseren hierdoor allerlei gedragingen van mannen zodanig dat die betekenen dat die haar wellicht toch leuk vinden. De waarheid is doorgaans alleen: hij vindt je gewoon niet leuk genoeg.

### Plotlijnen
Gigi Phillips (Ginnifer Goodwin) en Conor Barry (Kevin Connolly) zijn voor het eerst samen uit en hebben een leuke avond. Omdat hij zich goed vermaakt, stemt hij ermee in om na het eten wat langer te blijven en nog wat te drinken. Voor haar is dit het teken dat hij graag bij haar is. Ze valt voor hem. Wanneer ze afscheid nemen, zegt Conor toe dat hij haar nog zal bellen. Gigi ziet hier reikhalzend naar uit, maar het telefoontje komt nooit. Seconden nadat ze afscheid namen, belde Barry naar Anna Marks (Scarlett Johansson), op wie hij verliefd is.
Hoewel Anna ooit naar bed is geweest met Conor en hem aan het lijntje houdt, is hij niet een man met wie ze de rest van haar leven wil delen. Wanneer hij haar belt om af te spreken, vertelt ze hem dat ze die avond al wat heeft. In werkelijkheid staat ze in de rij bij de supermarktkassa om daarna alleen naar huis te gaan. Wachtend tot ze af kan rekenen, laat ze haar oog vallen op de man achter haar in de rij, Ben (Bradley Cooper). Ze raken aan de praat en Anna laat haar interesse duidelijk blijken. Ben flirt in eerste instantie terug, maar neemt afscheid met de boodschap dat hij dit niet kan maken omdat hij getrouwd is. Daarna stapt hij in bij Neil (Ben Affleck), die hen naar huis rijdt. Hij kan Anna alleen niet meer vergeten en spreekt daarna regelmatig met haar af om leuke dingen te doen, hoewel hij grote moeite heeft niet op haar avances in te gaan.
Neil woont sinds zeven jaar samen met zijn vriendin Beth Murphy (Jennifer Aniston). Hij wil niet trouwen omdat hij daar niet in gelooft, maar is haar trouw en beschouwt hun relatie als gelijkwaardig aan getrouwd zijn. Zij stemt daarmee in, maar wil eigenlijk wel trouwen en hoopt dat hij zich nog eens bedenkt. Haar jongere zus Amber (Natasha Leggero) staat op het punt te trouwen en Beth is daar stiekem wel een beetje jaloers op. Ze bespreekt haar relatieperikelen op haar werk met collega's Gigi en Janine (Jennifer Connelly), Bens echtgenote. Zij regelde voor Gigi het een afspraakje met Conor, haar makelaar. Beth raadt Gigi aan niet langer op Conor te wachten en zelf het initiatief te nemen. De tijden zijn daar 'immers modern genoeg'.
Gigi neemt Beths advies aan, maar durft geen rechtstreeks contact met Conor te zoeken. Daarom gaat ze op zaterdagavond naar de bar waar hij altijd komt om hem daar 'toevallig' tegen het lijf te lopen. Deze bar is eigendom van barman Alex (Justin Long). Zijn serveerster Kelli An (Busy Philipps) is geïnteresseerd in hem, maar hij laat haar beleefd doch duidelijk te merken dat ze nergens op moet hopen, ondanks dat ze een keer een leuke nacht doorbrachten samen.
Alex ziet Gigi alleen aan de bar zitten en knoopt een gesprek aan. Zij bedenkt excuses waarom ze daar aan de bar zit, maar hij prikt hierdoorheen. Wanneer Gigi opbiecht dat ze Conor hoopt aan te treffen, blijkt Alex hem te kennen. Hij vertelt haar dat ze Conor beter kan vergeten. Hij leest als medeman de tekenen die Conor afgaf heel anders dan zij en concludeert hieruit dat hij haar niet leuk vindt. Volgens hem maken mannen het overduidelijk als ze een vrouw leuk vinden. Als ze een vrouw daar niet direct van overtuigen, dan vinden ze haar niet leuk genoeg. Het analyseren van allerlei kleine mogelijke tekens heeft geen zin, omdat mannen zo niet in elkaar zitten. Romantische verhalen waarin een man langzaam en subtiel voor haar kiest, zijn de uitzonderingen. Niet andersom. Gigi raakt gefascineerd door de uitleg die Alex geeft aan de tekenen die zij anders interpreteerde en neemt vanaf dan regelmatig contact met hem op, zodat hij tekens kan 'vertalen' van haar volgende afspraakjes, voordat ze zich weer laat meeslepen.
Op haar werk vertelt Gigi aan Janine en Beth over haar gesprek met Alex. Die gaan daardoor ook signalen binnen hun eigen relaties op een andere manier bekijken. Hierdoor komen zij tot nieuwe ontdekkingen over hun partners, maar ontstaan er ook misverstanden die tot ongegronde verwijten leiden. Ondertussen raakt ook Anna's vriendin Mary (Drew Barrymore) verstrikt in haar zoektocht naar een leuke man. Zij probeert van alles en kiest vooral voor allerlei internetmogelijkheden om contact te zoeken. Het probleem is alleen dat ze zo vaak lang geen idee heeft met wie ze in werkelijkheid praat én dat er tegenwoordig zoveel technologische mogelijkheden zijn, dat ze soms zeven media (sms, MySpace, e-mail, etc.) moet bekijken voor ze weet of ze wel of geen bericht ontvangen heeft.

## Rolverdeling
- Ginnifer Goodwin: Gigi
- Ben Affleck: Neil
- Jennifer Aniston: Beth
- Drew Barrymore: Mary
- Jennifer Connelly: Janine
- Kevin Connolly: Conor
- Bradley Cooper: Ben
- Scarlett Johansson: Anna
- Justin Long: Alex
- Kris Kristofferson: Ken
- Busy Philipps: Kelli Ann